# القرن 29 ق م

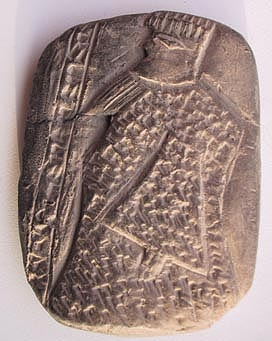
لوح صخري يعود للقرن 29

القرن 29 ق.م هو القرن الذي امتد من اليوم الأول لسنة 2900 ق.م إلى سنة 2801 ق.م.

## أعلام من القرن 29 ق.م
- «كينه دونغ فونغ» (Kinh Dương Vương)